# Суща
Суща (пол. Suszcza) — село в Польщі, у гміні Міхалово Білостоцького повіту Підляського воєводства.
Населення — 45 осіб (2011).
У 1975-1998 роках село належало до Білостоцького воєводства.

## Демографія
Демографічна структура станом на 31 березня 2011 року:
|          | Загалом | Допрацездатний вік | Працездатний вік | Постпрацездатний вік |
| -------- | ------- | ------------------ | ---------------- | -------------------- |
| Чоловіки | 20      | 0                  | 18               | 2                    |
| Жінки    | 25      | 1                  | 10               | 14                   |
| Разом    | 45      | 1                  | 28               | 16                   |